# Albert Erbe
Albert Erbe (* 9. September 1868 in Weilburg; † 29. Mai 1922 in Essen; vollständiger Name: Karl Wilhelm Albert Max August Emil Erbe) war ein deutscher Architekt, Stadtplaner und Baubeamter.

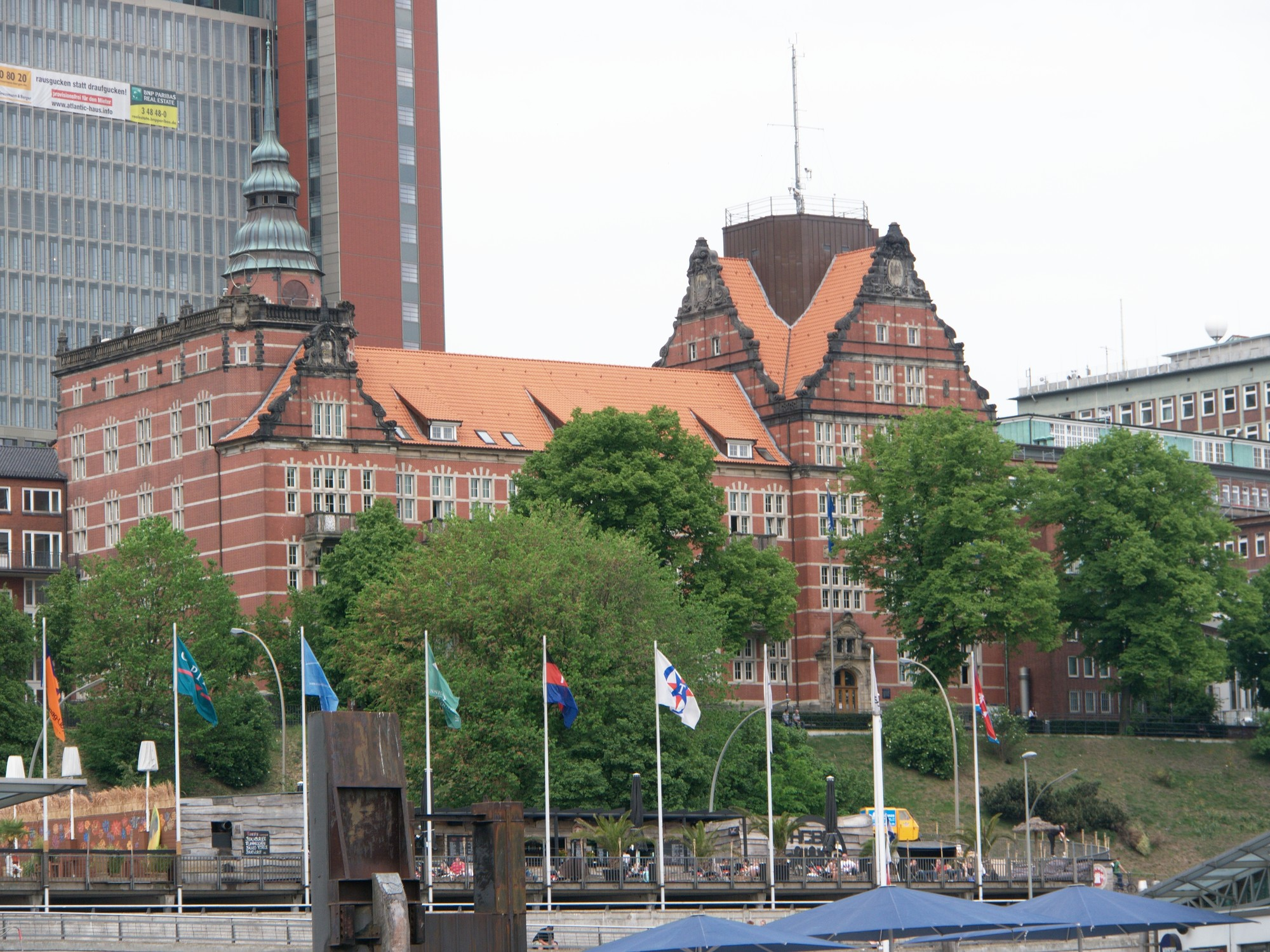
Ehemalige Navigationsschule in Hamburg, im Stil der niederländischen Renaissance

## Leben
Erbe war Sohn eines Tünchermeisters und besuchte ab 1878 das Gymnasium Philippinum Weilburg. Nach dem Abitur studierte er an der Technischen Hochschule (Berlin-)Charlottenburg Architektur, wo er 1892 die erste Hauptprüfung mit Auszeichnung bestand. Seine Wehrpflicht als Einjährig-Freiwilliger leistete er im Eisenbahnregiment Nr. 1 ab. Nach einer dreijährigen Praxis beim Architekten Ludwig Euler und einer Tätigkeit im Hochbauamt Wiesbaden legte er 1897 die zweite Hauptprüfung ab, wobei ihm aufgrund eines vom Preisgericht ausgezeichneten Beitrages zum Schinkelpreis 1896 die Probearbeit erlassen wurde. In den Folgejahren arbeitete er als Regierungsbaumeister (Assessor in der öffentlichen Bauverwaltung) bei der preußischen Eisenbahnverwaltung in Schlesien.
Erbe heiratete 1901 Jenny Rocholl, die bereits 26-jährig starb. 1909 heiratete er seine Haushälterin Johanna Müller. Aus seiner ersten Ehe stammen drei Kinder, aus seiner zweiten Ehe sein Sohn Hans Andreas, der ebenfalls Architektur studierte.

### Baumeister 1. Klasse / Bauinspektor in Hamburg
Mit einer Empfehlung seiner Dienststelle kam er 1901 als Baumeister 1. Klasse nach Hamburg, wo der siebzigjährige Baudirektor Carl Johann Christian Zimmermann jüngere Architekten suchte, die vor allem im Ausbau des Volksschulwesens eingesetzt werden sollten. Für Hamburg wurde auf Initiative der pädagogischen Reformbewegung 1903 ein neues Schulbauprogramm formuliert, an dessen Umsetzung in den ersten Jahren Erbe maßgeblich beteiligt war.
Von 1903 bis 1906 beteiligte er sich am Allgemeinen Vorlesungswesen der Oberschulbehörde in Hamburg, aus dem später die Universität Hamburg hervorging.
Am 1. Januar 1906 wurde Erbe zum Bauinspektor ernannt und übernahm die Leitung des Entwurfsbüros für das Hochbauwesen; seit April 1908 vertrat er den damaligen Baudirektor Zimmermann. Von 1906 bis 1910 entwarf Bauinspektor Albert Erbe fast alle Schulbauten. Zimmermann ließ ihm erhebliche Freiheiten in den Entwürfen.
1911 wurde er mit einer Dissertation über Hamburger Bürgerhäuser zum Dr.-Ing. promoviert. Das Aussehen der Häuser des Hamburger Großbürgertums beschäftigte ihn schon beim Bau des Hauses der Landherrenschaften und der Polizeiwache am Klingberg (1906–1908), die mittlerweile vom Chilehaus umklammert wird, aber beim Entwurf noch von Bürgerhäusern benachbart war.
Für die Erweiterung der Kunsthalle unternahm er Studienreisen, unter anderem zum Thorvaldsen-Museum in Kopenhagen (1909 und 1911), aus diesen Reisen resultiert eine posthum veröffentlichte Schrift zur Belichtung von Gemäldegalerien. Sein Entwurf wurde unter Fritz Schumacher modifiziert, die ursprünglich elliptisch entworfene Rotunde wurde kreisrund, die innere Anordnung der Säle wurde ebenfalls verändert ausgeführt und schließlich 1921 fertiggestellt.
Seine Bauten, häufig unter Verwendung von Klinkerfassaden entsprach dem Stil der Jahrhundertwende in Hamburg und lässt sich als Neobarock oder als Neorenaissance einordnen, folgte aber auch dem Heimatstil.
In Hamburg erinnert seit 1979 der Erbestieg im Stadtteil Bergedorf an den Architekten.

### Beigeordneter in Essen
Erbe bewarb sich erfolglos als Nachfolger Zimmermanns, zu dem dann Fritz Schumacher gewählt wurde. Da Schumacher selbst ein ambitionierter Architekt war, schränkten sich Erbes Entfaltungsmöglichkeiten dadurch stark ein. Schließlich wechselte er im September 1911 als technischer Beigeordneter für das Hochbauwesen nach Essen. Die hier verwirklichten Projekte, wie z. B. die Viktoriaschule oder das Kinderheim für die Funke-Stiftung, verschafften ihm breite Anerkennung. Er starb an den Spätfolgen eines während des Ersten Weltkriegs erworbenen Nervenleidens 1922 in Essen, nachdem er bereits 1920 krankheitshalber in den Ruhestand versetzt worden war.
Erbe war bereits vor 1909 Mitglied im Architekten- und Ingenieur-Verein zu Hamburg und wurde ca. 1912 in den Deutschen Werkbund berufen.

## Werk (Auswahl)

### Bauten und Entwürfe
In Hamburg:
- 1902: Fassadenentwurf des Kirdorfhauses an der Ferdinandstraße[11]
- 1903: Forsthaus in Volksdorf
- 1903–1905: Navigationsschule, Bernhard-Nocht-Straße 76 (heute: Deutscher Wetterdienst) im Stil der niederländischen Backstein-Renaissance
- 1905: Kapelle VI auf den Friedhof Ohlsdorf
- 1906–1908: Gebäude der Landherrenschaften und Polizeikommissariat, Klingberg 1
- 1906–1909: Feuerwache Admiralitätstraße[12]
- 1907–1912: Verwaltungsgebäude der Oberfinanzdirektion, Rödingsmarkt 2 im Neobarock mit kleinteiligem Dekor und wilhelminisch-pompöser Eingangshalle[13]
- 1907–1912: Sternwarte Bergedorf (Gojenberg)[14]
- 1907–1912: Museum für Völkerkunde in Backstein und einem ovalen Mittelpavillon[15]
- 1904–1907 und 1914: Institute für Allgemeine Botanik und Angewandte B.: gelbverputzter barockisierender Bau mit zwei Flügeln an einem Zentralbau mit Kuppel (Ecke Jungiusstraße / Marseiller Promenade). Seit 2000: Bucerius Law School,
- 1909–1912 Erweiterung der Hamburger Börse zur Großen Johannisstraße mit Saal 3 (Getreidebörse) mit Arkaden und Uhrturm

Schulbauten in Hamburg:
- 1902, 1908–1910: Schule am Bullenhuser Damm
- 1905–1907: Schule Hasselbrook
- 1906–1909: Schule Eilbektal[16]
- 1908–1910: Helene-Lange-Gymnasium
- 1908–1910: Gymnasium Lerchenfeld
- 1907–1911: heutiges Gymnasium Kaiser-Friedrich-Ufer
- 1908–1909: heutige Staatliche Gewerbeschule Installationstechnik (ehemaliges Heinrich-Hertz-Gymnasium)
- 1910–1912: heutiges Landesarbeitsgericht an der Osterbekstraße

In Essen:
- um 1910: Doppel-Volksschule Bärendelle[17]
- 1912–1913: Erweiterungsbau der Städtischen Badeanstalt, Steeler Straße
- 1912–1913: „Kindererholungsheim“ der Friedrich-und-Wilhelm-Funke-Stiftung in Essen-Bredeney
- 1913–1914: evangelisches Lehrerseminar in Essen-Huttrop, Friedhofstraße
- 1913–1914: Viktoria-Schule (Lyzeum) mit Turnhalle und Direktorwohnhaus, Kurfürstenplatz[18][19]
- 1914–1916: altkatholische Friedenskirche, Steeler Straße[20]

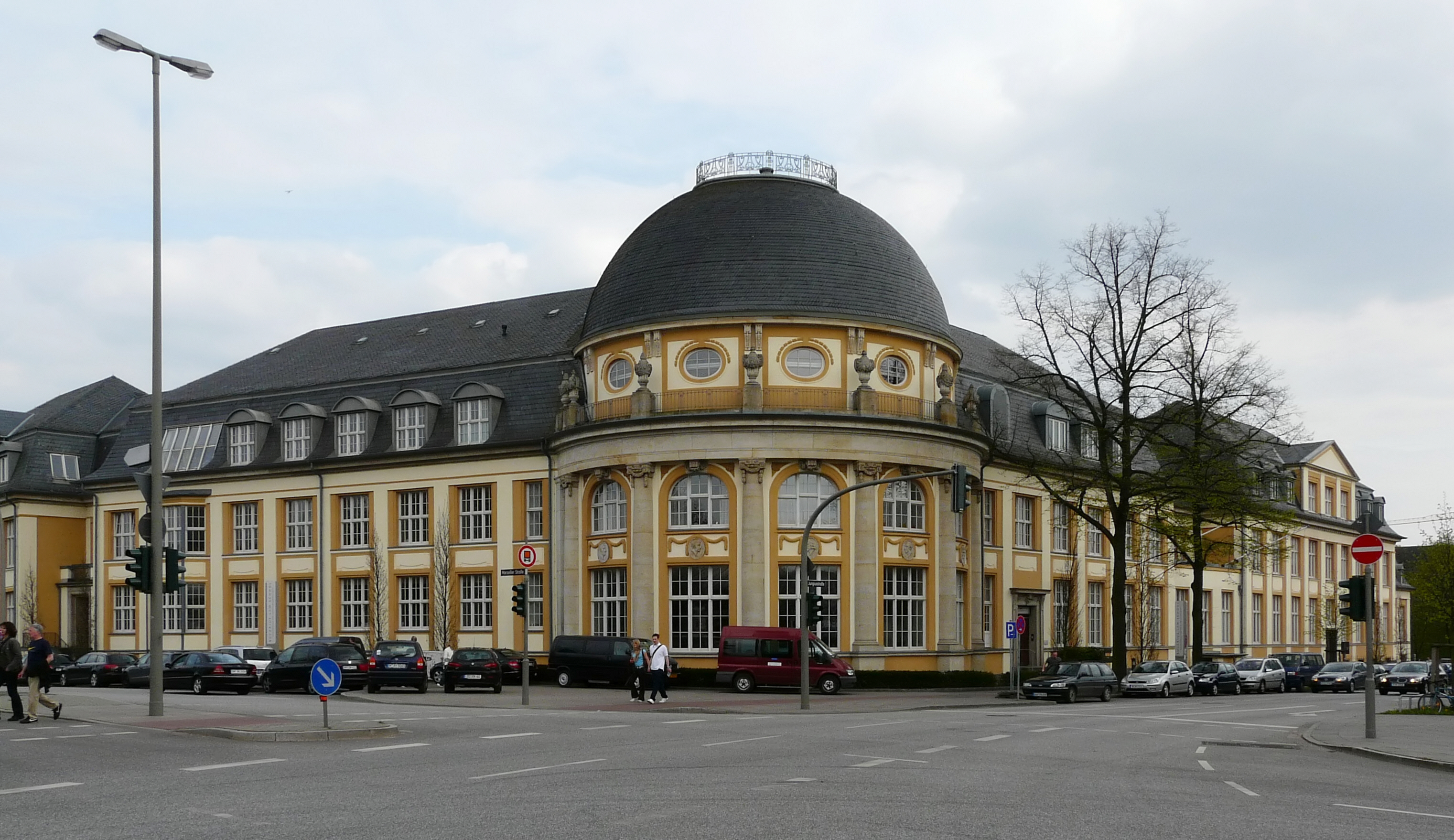
Doppel-Institut für Botanik. – Seit 2000: Bucerius Law School
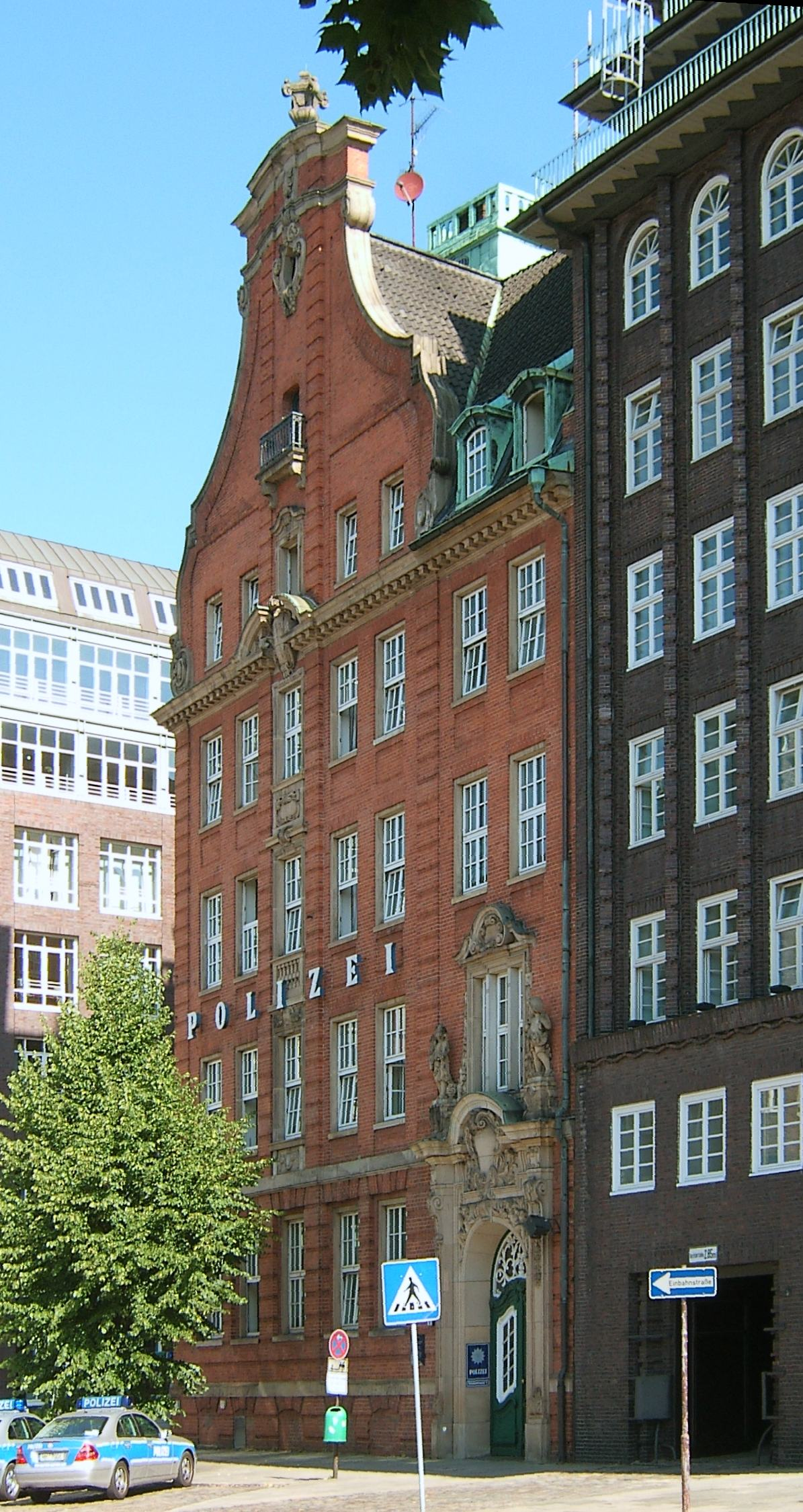
Polizeikommissariat 12 am Klingberg
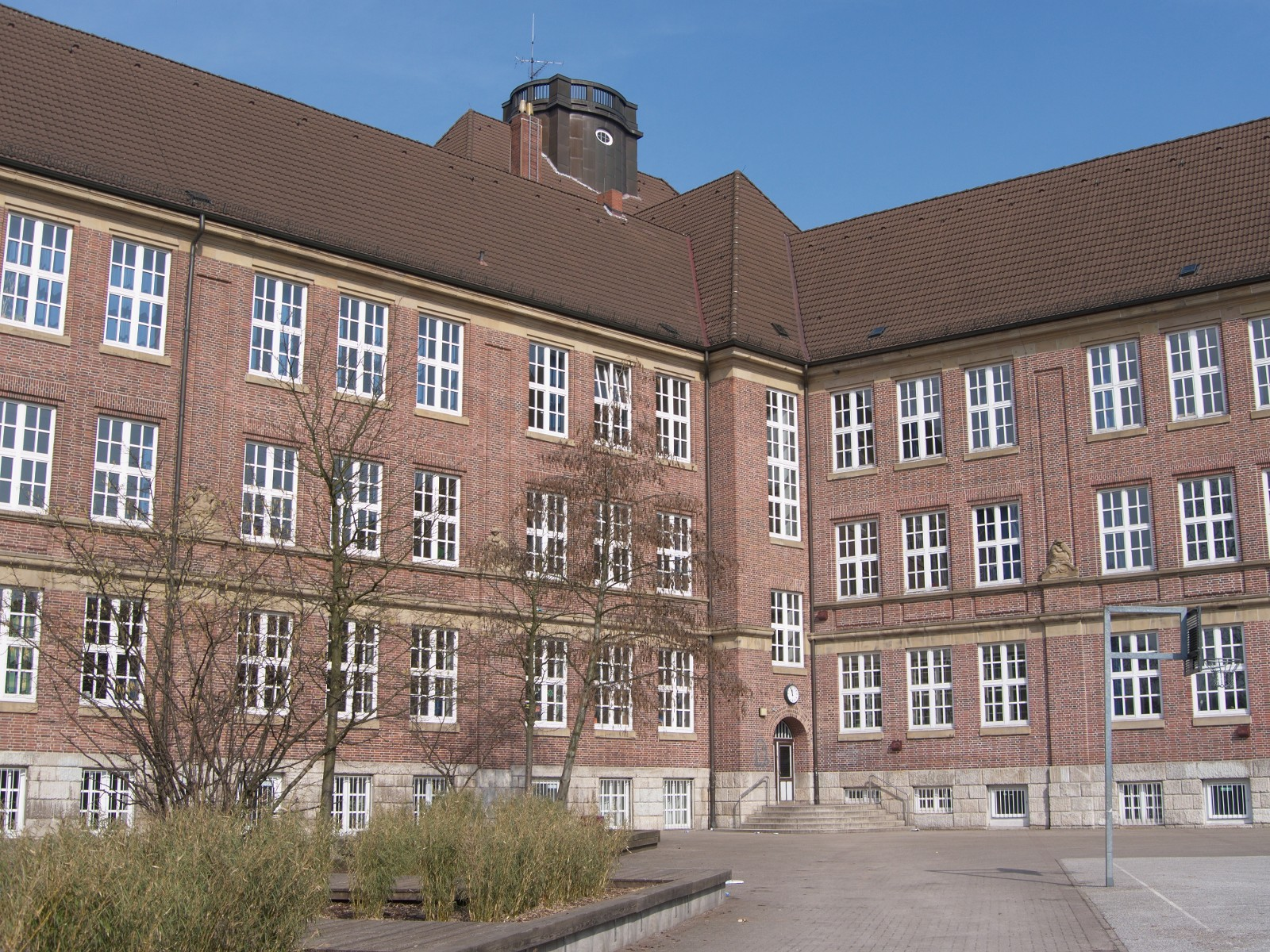
Gymnasium KaiFU
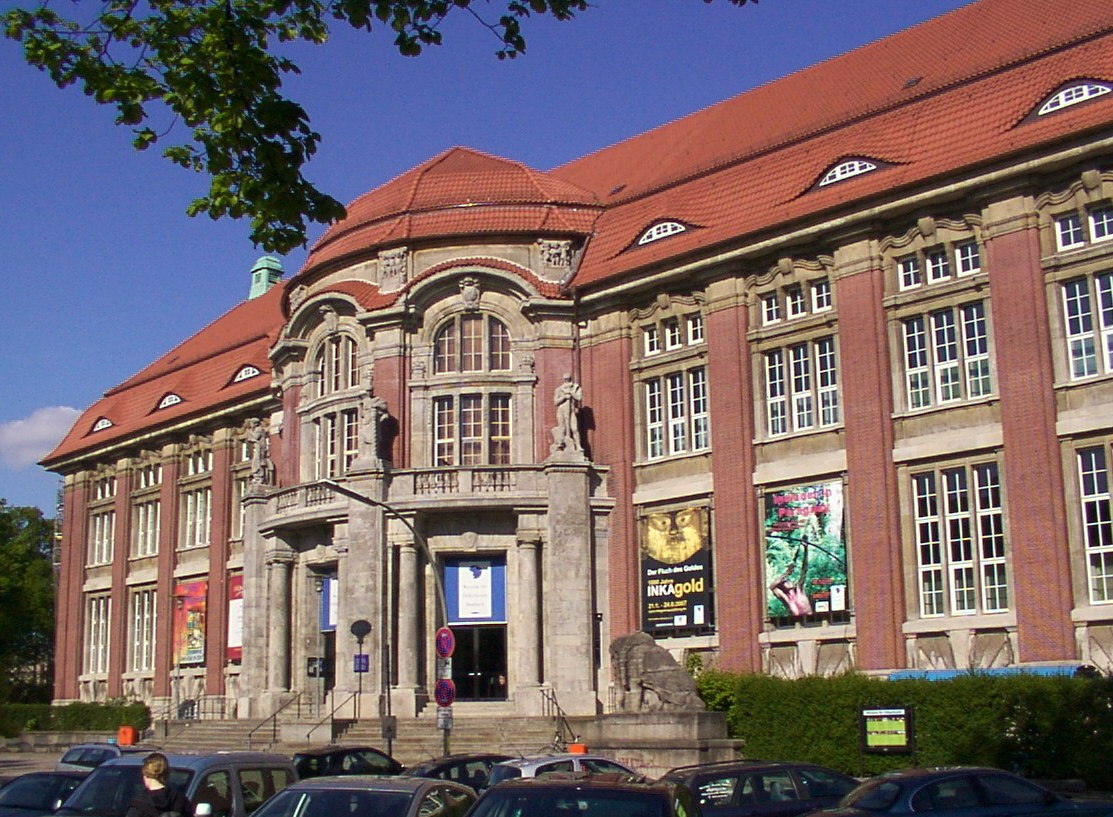
Völkerkundemuseum
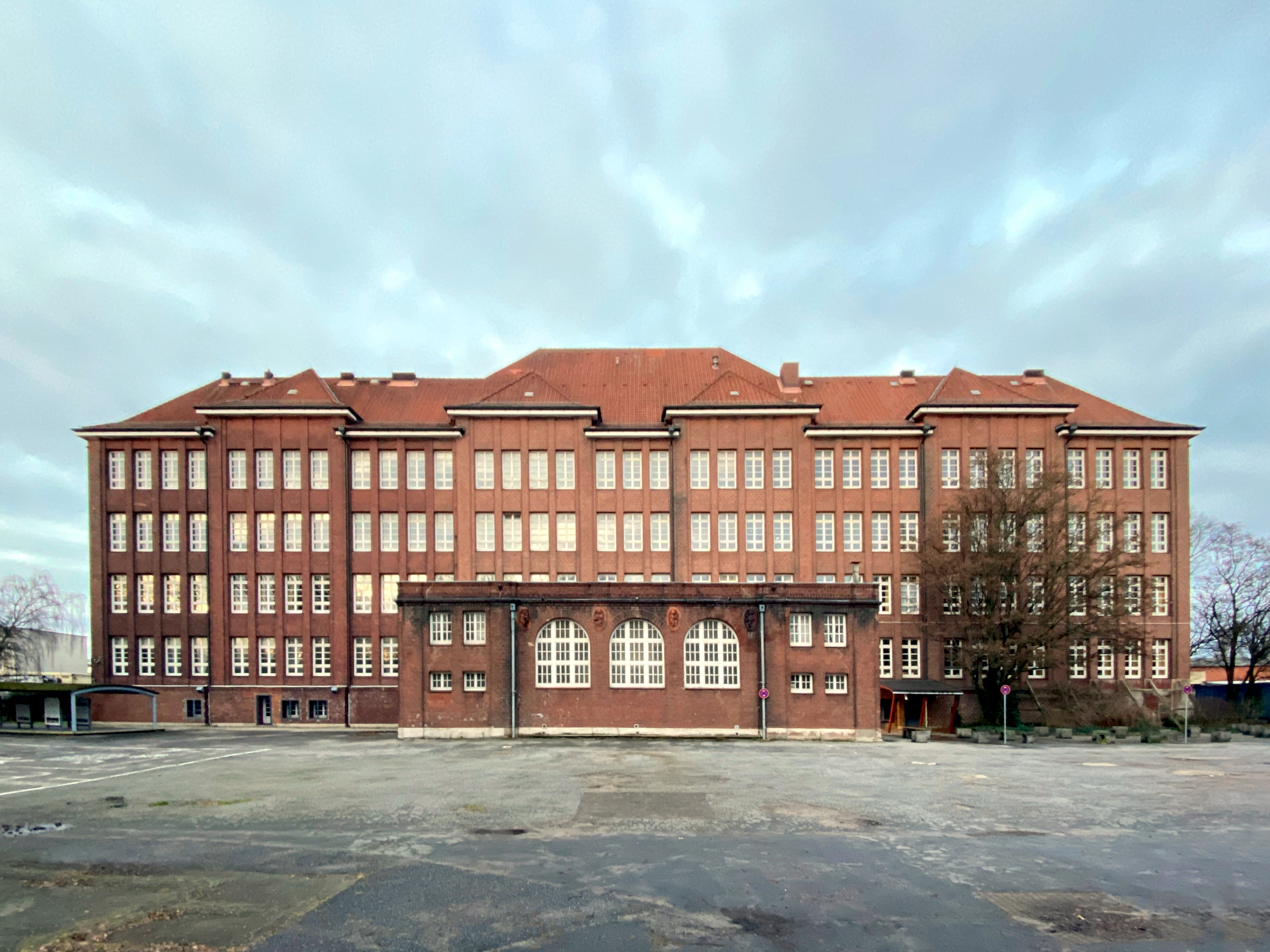
Bullenhuser Damm
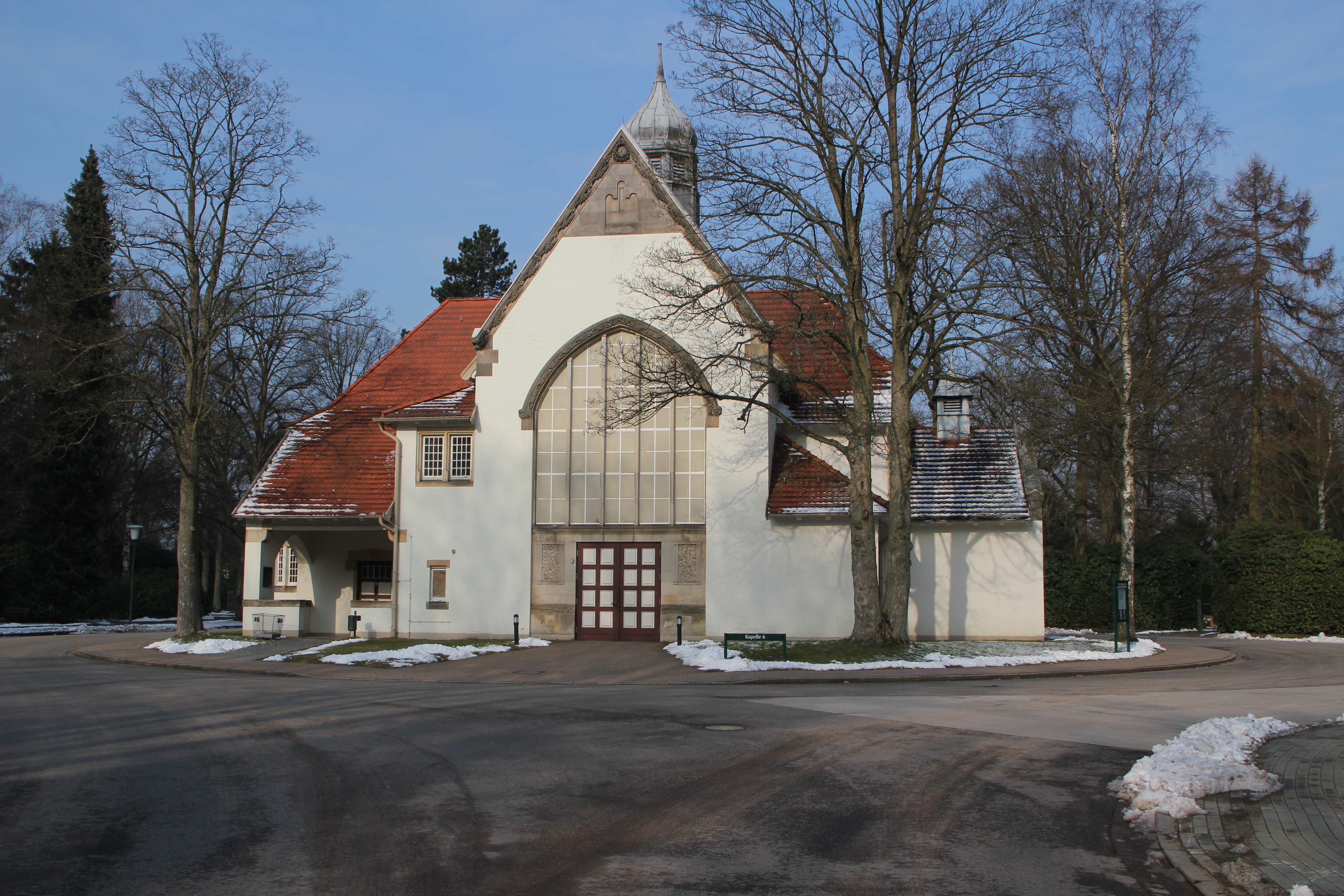
Kapelle VI – Friedhof Ohlsdorf
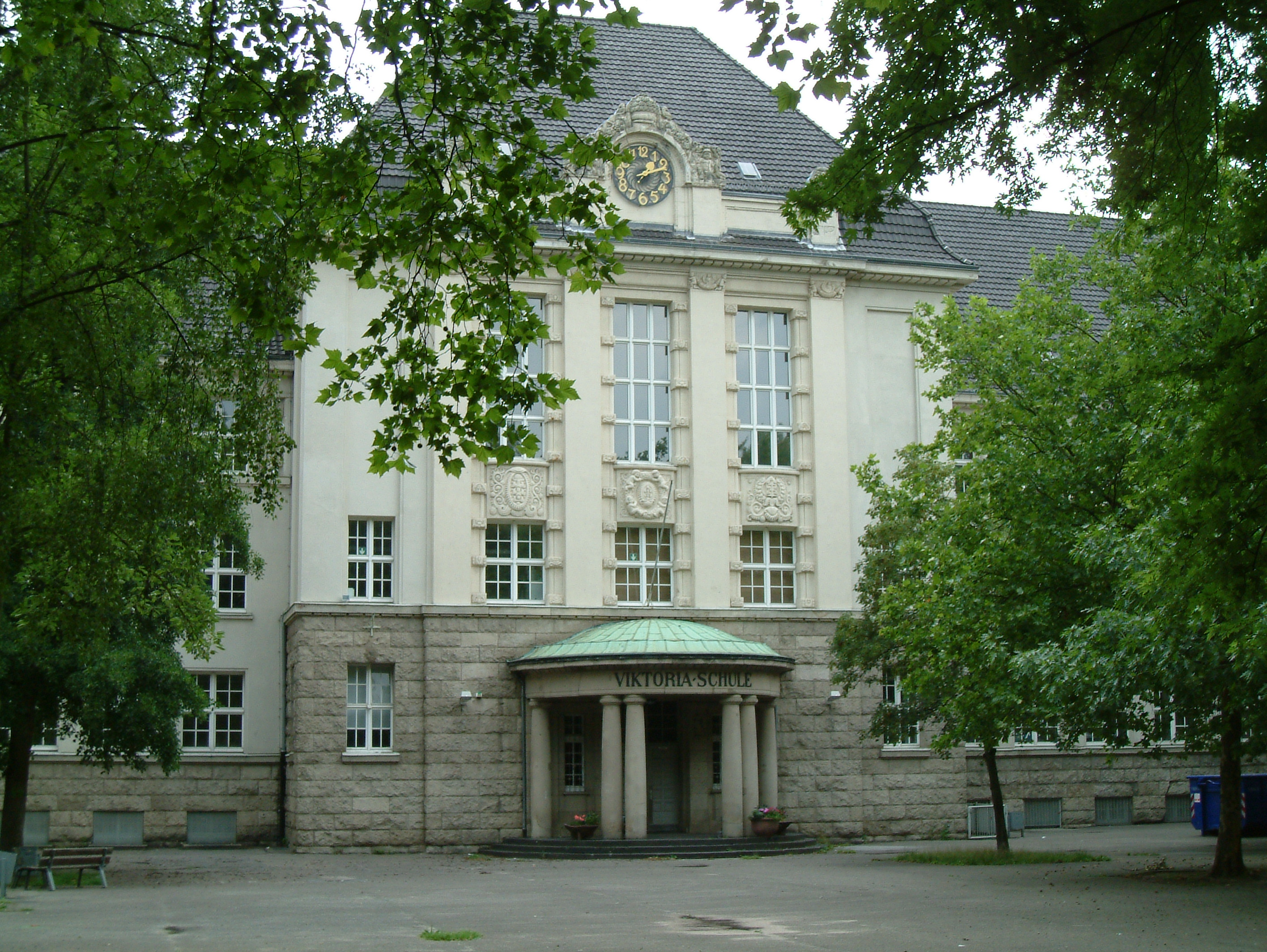
Viktoriaschule in Essen
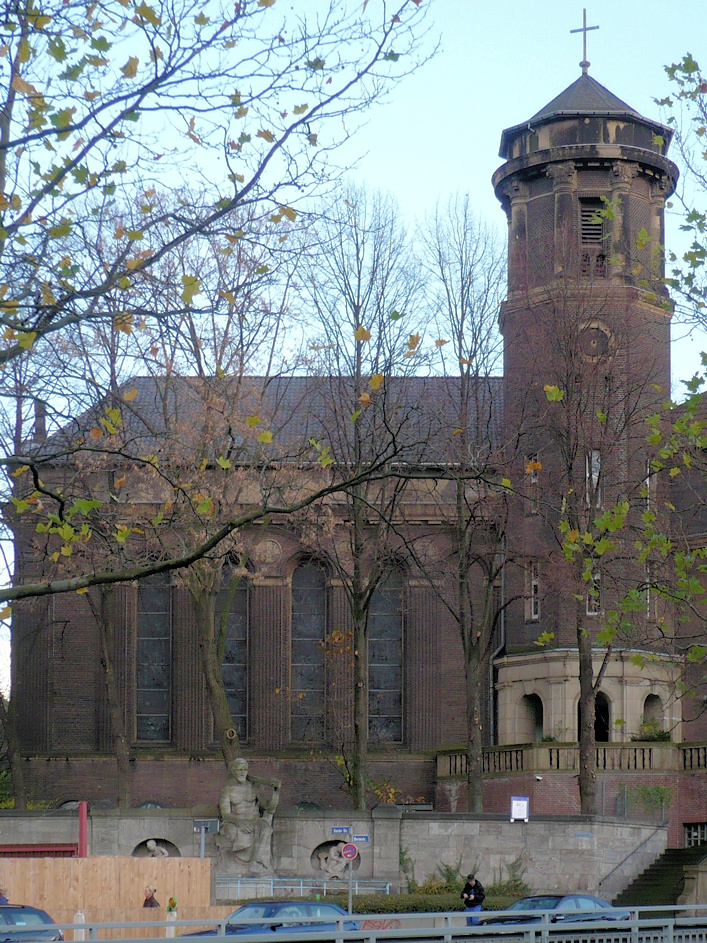
Friedenskirche in Essen
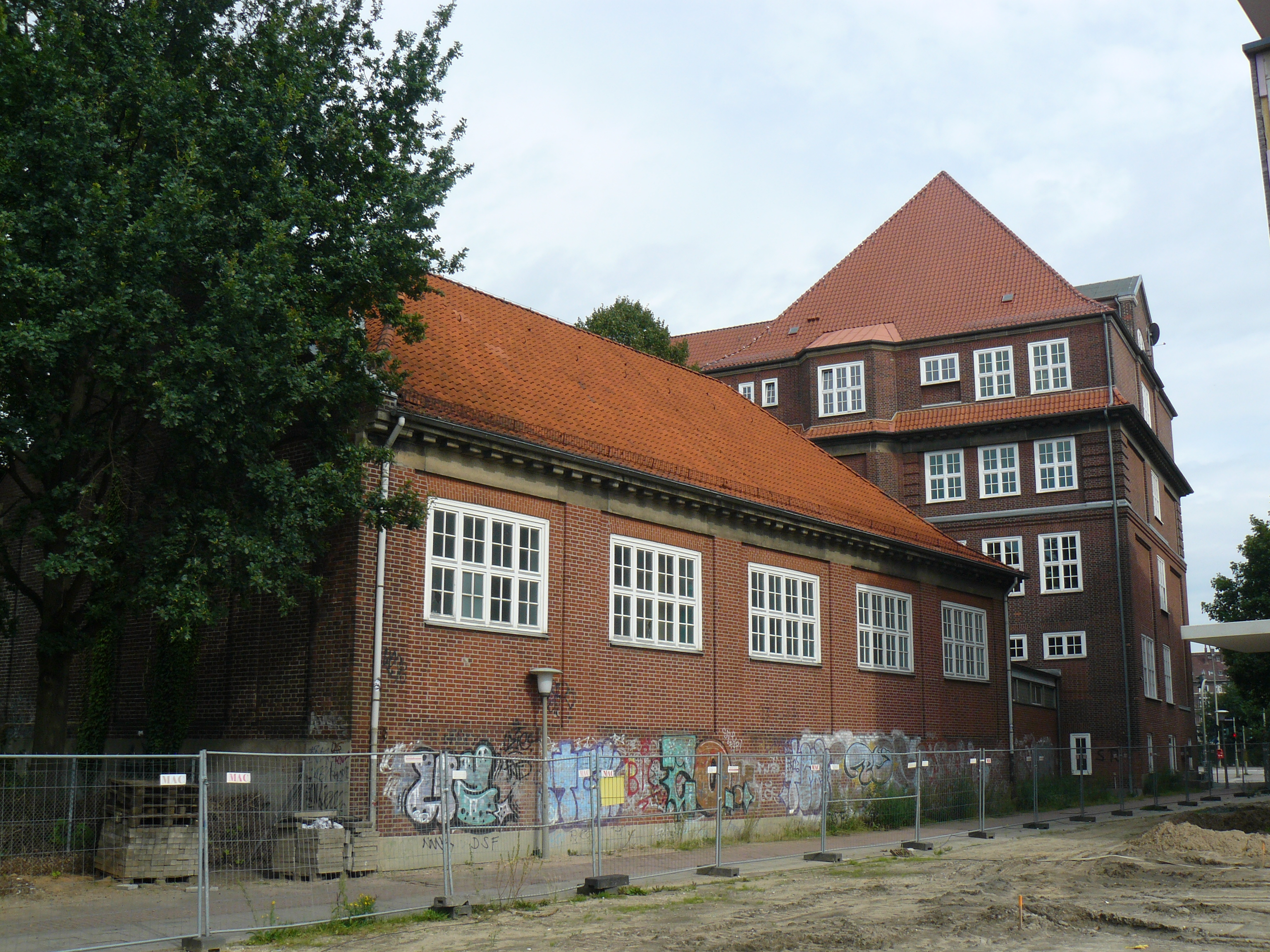
Landesarbeitsgericht in Hamburg
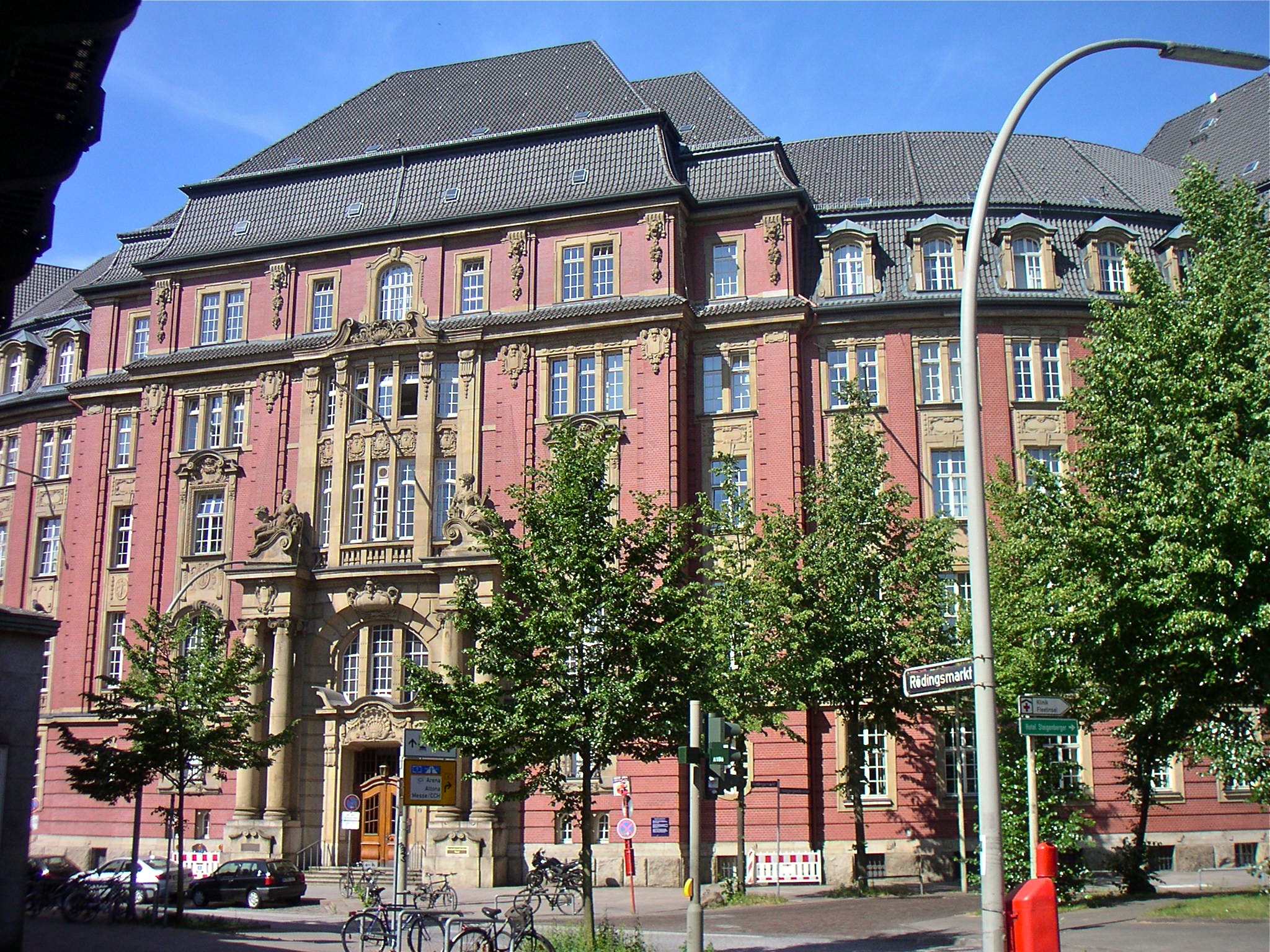
Oberfinanzdirektion
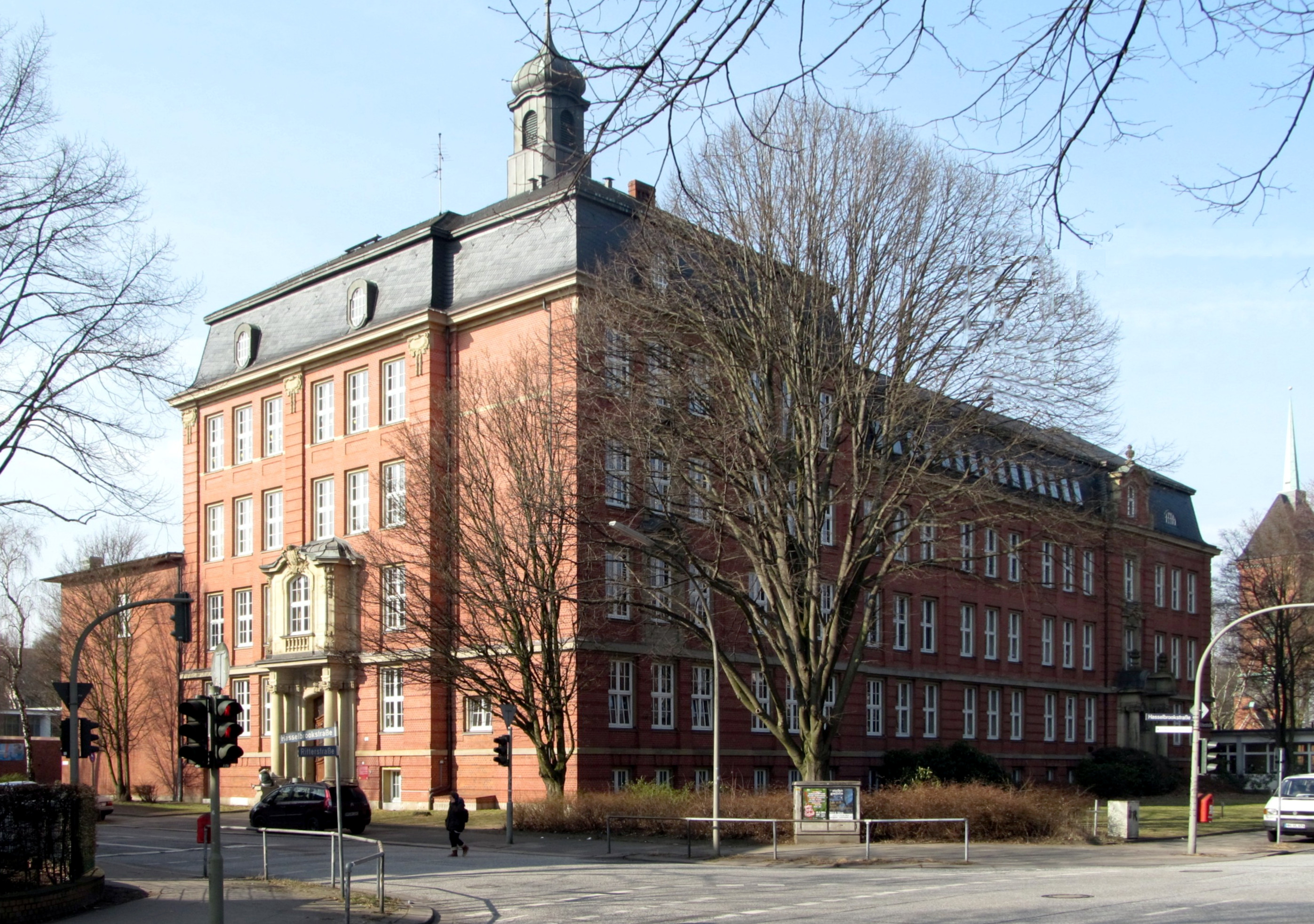
Schule Hasselbrook in Hamburg

### Schriften
- Historische Städtebilder aus Holland und Niederdeutschland. 1906.
- Die architektonische Entwicklung des Äußeren. (zugleich Dissertation, Technische Hochschule Charlottenburg, 1911) In: Albert Erbe, Christian Ranck (Hrsg.): Das Hamburger Bürgerhaus. Seine Bau- und Kunstgeschichte. Boysen & Masch, Hamburg 1911.

Posthum:
- Belichtung von Gemäldegalerien. Hiersemann, Leipzig 1923.
- Städtische Hochbauten in Essen-Ruhr. In: Deutsche Bauzeitung 58. Jahrgang 1924, Nr. 40 (vom 17. Mai 1924), S. 221–225 (I. Die Städtische Viktoriaschule.) / Nr. 42 (vom 24. Mai 1924), S. 237–239 (II. Evangelisches Lehrerseminar an der Friedhofstraße.) / Nr. 44 (vom 31. Mai 1924), S. 249–255 (III. Erweiterung der Städtischen Badeanstalt an der Steeler Straße.)